# Banelco
Banelco (сокращение от Banca Electrónica Compartida) — аргентинская национальная платёжная система на основе банковских платежных карточек. Основанная в 1985 году, она предлагает несколько услуг, связанных с управлением денежными потоками, включая дебетовые карты, электронные переводы и платежи за услуги.

## Деятельность

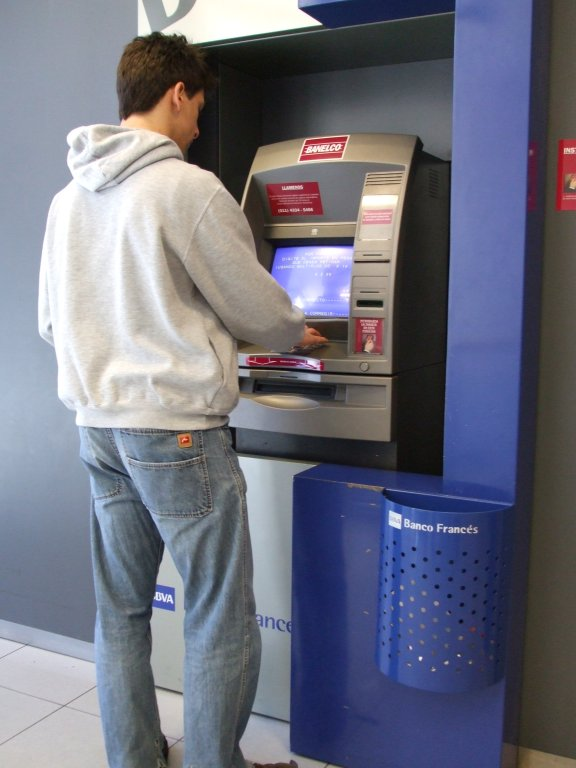
Банкомат Banelco

Banelco принадлежит частным банкам и управляет 6 000 банкоматами (одна треть от общего числа в стране). Его основным конкурентом на аргентинском рынке является платёжная система Red Link. В отличие от последнего, сеть Banelco предлагает решения в виде терминалов самообслуживания, позволяя организациям направлять большой объём операций через каналы самообслуживания. Кроме того Banelco используется в основном частными банками, в то время как Red Link используется как государственными, так и частными банками.
Компания также управляет сервисом электронной оплаты счетов PagoMisCuentas.
Банки в Аргентине, которые обслуживают банкоматы Banelco:
- Banco Comafi
- Banco del Sol
- Banco Galicia
- Banco Itaú
- Banco Macro
- Banco Patagonia
- Banco Regional del Cuyo
- Banco Santander Río
- Banco Supervielle
- BBVA Banco Francés
- Citi Bank
- HSBC Argentina
- ICBC Bank
- Banco Columbia
- BST Credilogros
- Efectivo Sí
- Banco de la República Oriental del Uruguay

## Закон Banelco
В 2000 году в Сенате Аргентины шли прения по поводу принятия Закона 25.250, известного как Закон о реформе труда. Правительство президента-радикала Фернандо де ла Руа для склонения сенаторов от Хустисиалистской партии, бывшей в оппозиции, планировало подкупить их. По словам профсоюзного деятеля Уго Мояно, тогдашний министр труда Альберто Фламарике сказал ему, что «для сенаторов у меня есть Banelco». Позже бывший секретарь парламента Марио Понтакуарто признался, что за принятие закона о трудовой реформе давались взятки. Среди оказавшихся на скамье подсудимых оказались Фернандо де ла Руа, Альберто Фламарике, бывший глава спецслужбы SIDE Фернандо Де Сантибаньес и бывшие сенаторы Аугусто Аласино, Альберто Телль, Ремо Костанцо и Рикардо Бранда, а сам закон с тех пор стал известен как Закон Banelco. Скандал спровоцировал политический кризис, который привёл к отставке вице-президента Аргентины и одновременно председателя Сената Карлоса «Чача» Альвареса. Судебное расследование завершилось оправданием обвиняемых, поскольку доказательств предполагаемого подкупа обнаружено не было.